# Контрада Караколи (Палермо)
Контрада Караколи је насеље у Италији у округу Палермо, региону Сицилија.
Према процени из 2011. у насељу је живело 211 становника. Насеље се налази на надморској висини од 69 м.